# Алексеенко, Александр Минович
Алекса́ндр Ми́нович Алексе́енко (15 марта 1924, Батызман, Екатеринославская губерния — 5 декабря 1945, Кривой Рог, Днепропетровская область) — старший сержант Красной армии, командир пулемётного расчёта в годы Великой Отечественной войны. Герой Советского Союза (1945).

## Биография
Родился 15 марта 1924 года в селе Суходольское Долинского района (ныне в Кировоградской области) УССР в семье крестьянина (по другим данным — работника металлургического завода). Украинец. Жил в районе Зелёный Городок в городе Кривой Рог, где учился в школе. Член ВЛКСМ.
С началом Великой Отечественной войны эвакуирован в Нижний Тагил, где работал на металлургическом заводе. В октябре 1942 года призван в Красную армию Нижнетагильским районным военкоматом Свердловской области. Участник Великой Отечественной войны с октября 1942 года. Воевал на Юго-Западном фронте. За отличия в боях в октябре 1942 года награждён медалью «За отвагу», а в декабре — орденом Красной Звезды. Получив в декабре 1942 года два ранения, долгое время находился на лечении и вернулся на фронт в июне 1944 года в составе 566-го стрелкового полка 153-й стрелковой дивизии 49-й армии 2-го Белорусского фронта. Особо отличился в боях за освобождение Белоруссии.
26 июня 1944 года командир пулемётного расчёта старший сержант Алексеенко из подручных материалов соорудил плотик, вместе с бойцами 27 июня преодолел Днепр севернее Могилёва и закрепился на противоположном берегу, обеспечивая огнём переправу подразделений. Противник, стремясь сбросить наши войска с плацдарма, в течение дня предпринял на этом участке четыре контратаки силами до двух батальонов. Алексеенко, оставшись один у пулемёта, около суток продолжал бой и удерживал позицию, уничтожив при этом около 190 гитлеровцев. 28 июня отразил ещё две контратаки, уничтожил 45 фашистов и подбил автомашину.
2 июля 1944 года, ведя с плота губительный огонь, в числе первых переправился через реку Березину. 3 июля во время наступления на правом берегу реки шёл в боевых порядках пехоты и поддерживал её пулемётным огнём. В этом бою он уничтожил до ста немецких солдат и офицеров. Когда был повреждён его пулемёт, Алексеенко с автоматом и гранатами первым достиг вражеской траншеи в районе деревни Жарковка и вывел из строя станковый пулемёт и 35 гитлеровцев.
Указом Президиума Верховного Совета СССР от 24 марта 1945 года за мужество, отвагу и героизм, проявленные в борьбе с немецко-фашистскими захватчиками, старшему сержанту Алексеенко Александру Миновичу присвоено звание Героя Советского Союза с вручением ордена Ленина и медали «Золотая Звезда» (№ 7247).
После войны демобилизован, вернулся в Кривой Рог, где работал на заводе «Коммунист».
Убит 5 декабря 1945 года в городе Кривой Рог, где и похоронен на военном участке Криворожского кладбища.

## Награды
- Медаль «Золотая Звезда» Героя Советского Союза (24.03.1945, № 7247)[5];
- Орден Ленина (24.03.1945)[5];
- трижды Орден Красной Звезды (18.12.1942[5], 07.09.1944[6], 08.11.1944[7]);
- Орден Славы 3-й степени (18.07.1944)[8];
- медаль «За отвагу» (10.10.1942)[5].

## Память
- Имя на Стеле Героев в Кривом Роге;
- Именем названа улица в Кривом Роге[9];
- Стела в городе Долинская[1].